# همدم من دوست من
همدم من دوست من (به هندی: Mere Hamdam Mere Dost) فیلمی محصول سال ۱۹۶۸ و به کارگردانی عمر کومار است. در این فیلم بازیگرانی همچون شارمیلا تاگور، درمندرا، رحمان، ممتاز، اوم پراکاش، آچالا ساچدف ایفای نقش کرده‌اند.